# 吉崎修
吉崎 修（よしざき おさむ、1964年8月6日 - ）は、岡山県岡山市出身の元陸上競技選手。専門は長距離種目。中央大学商学部経営学科卒業。実業団時代はNKKに所属した。

## 略歴
岡山市立操山中学校から関西高等学校普通科入学。関西高校では、1年次の国体予選3000mで2位入賞。2年次の中国大会は1500m/5000mに出場。3年次の中国大会は5000m7位。くにびき国体は予選落ち。高校時代のベストタイムは5000m14分52秒8、10000m31分36秒。
中央大学進学後は箱根駅伝で活躍。1年次からレギュラーとして4年連続出場。1年次（第60回大会）は6区区間16位。2年次（第61回大会）は6区区間5位。3年次（第62回大会）は新コースとなった6区で区間賞を獲得し区間記録保持者となる。4年次（第63回大会）は3区で区間賞を獲得しチームをトップに押し上げた。
また、4年次には関東インカレ10000mで2位、日本インカレ10000mで3位入賞。3年次に5000m、4年次に5000m・10000m・30kmロードで岡山県記録をマークする。
大学卒業後は各実業団チームからのオファーがあったが、地元岡山の岡山放送に入社。業務の傍ら競技を続け、入社1年目に20kmロードの岡山県新記録。2年目にハーフマラソンで岡山県新記録。その後1500mでも岡山県新記録をマークするなど、6種目で岡山県記録を更新。1989年の岡山県陸上競技選手権では1500m・5000m・10000mの3冠を達成。長距離種目での3冠は未だ吉崎のみである。また、6種目の県記録樹立も全種目において最多記録である。
28歳で広島県福山市のNKK競走部に移籍。ニューイヤー駅伝に1994年第38回大会から5年連続出場。
フルマラソンのベスト記録はびわ湖毎日マラソンでマークした2時間16分18秒。

## 自己ベスト
- 1500m - 3分47秒9(当時の岡山県記録)
- 5000m - 14分10秒9(当時の岡山県記録)
- 10000m - 29分23秒65(当時の岡山県記録)
- 20キロロード - 1時間00分42秒(当時の岡山県記録)
- ハーフマラソン - 1時間4分41秒
- 30キロロード - 1時間36分05秒(当時の岡山県記録)
- フルマラソン - 2時間16分18秒

### 動画
1. ↑   (日本語) 区間ダイジェスト（4区）｜箱根駅伝 番組公式サイト｜日本テレビ 2025年3月2日閲覧。